# غار قلایچی
غار قلایچی واقع در ۹ کیلومتری شمال شرقی شهر بوکان و در مجاورت محوطه باستانی تپه قلایچی یکی از مراکز تمدن ماننایی‌ها قرار گرفته و از دستهٔ غارهای طبیعی ایران به‌شمار می‌رود. این غار در اثر نفوذ آب در طبقات آهکی شکل گرفته و از نظر ساختار غار؛ آن را از جملهٔ غنی‌ترین غارهای مکشوف ایران محسوب می‌شود.
دهانۀ این غار با قطر ۸ متر در ارتفاع ۱۷۵۰ متری کوهی به همین نام قرار دارد. عمق غار تا رسیدن به کف تالار اول ۱۱۰ متر می‌باشد که مستلزم فرود بر روی تپه‌ای ۲۰ متری انباشته شده از سنگ، فضولات و لاشهٔ کبوترانی است که تا عمق ۴۰ متری غار لانه کرده‌اند. همچنین تا شعاع ۲۰ متری دهانهٔ غار هیچ سنگی یافت نمی‌شود و تمامی این سنگ‌ها را در کف تالار اول می‌توان یافت.